# Степан Бабонич Крупський
Степан Бабонич Крупський, Степан IV Бабонич (сербохорв. Stjepan Babonić Krupski, босн. Stjepan Babonić Krupski, хорв. Stjepan IV Babonić, угор. Babonić István бл. 1278 — бл. 1320) — хорватський аристократ, бан Славонії з династії Бабоничів. Син князя Бабони II, і брат Івана, Радослава II і Отто. Граф у Боснії й Герцеговини (Босанська-Крупа). Котрий в історії називався з прізвищем Крупський від топоніму Крупський град (Босанська Крупа), предок лінії Крупських (від Крупа Босанська).
У 1299 році король Андрій III надав йому титул «бан Славонії» (лат. banus totius Sclavonie). Того ж року був підтверджений титул бана королем Неаполя Карлом II, а 1300 року дає йому Славонію, що включало територію від Німеччини до річки Босни і від річки Сави до гори Гвоздь, але не підтвердив йому губернаторський титул бана.
Втрата бана була тимчасовою у 1309 році. Далі був баном Славонії у 1310—1316 роках